# Amnirana occidentalis
Amnirana occidentalis és una espècie de granota que viu a Costa d'Ivori, Ghana, Guinea, Libèria i, possiblement també, a Nigèria.
Està amenaçada d'extinció per la pèrdua del seu hàbitat natural.